# 香月良太
香月 良太（かつき りょうた、1982年7月27日 - ）は、福岡県久留米市出身のプロ野球選手（投手）、野球指導者。右投右打。実弟は元プロ野球選手の香月良仁。

## 経歴

### プロ入り前
合川小1年から投手として野球を始め、良山中ではボーイズリーグの「久留米明球クラブ」に所属し投手で4番。その後柳川高校に進学し、3年時にはエースとして第72回選抜高等学校野球大会、第82回全国高等学校野球選手権大会に春夏連続出場。ともに準々決勝で武内晋一擁する智弁和歌山高校に1点差で敗れたものの8強入り。夏の智弁和歌山との試合では、マメが潰れながらも延長11回を完投したがサヨナラ負け。なお、同大会では柳川に勝った智弁和歌山が優勝している。高校の1年後輩には弟の良仁がいた。
2000年のプロ野球ドラフト会議では指名候補として高卒でのプロ入りはほぼ確実視されていたが、上位指名のみ入団という意向を示していた事もあり指名は無く、社会人野球の東芝に入社した。高校3年時に講演にきたダイエーの王貞治監督は「3年後待っているぞ」と言い、社会人時代も評価は下がらず内海哲也、森大輔らと併せて「3羽ガラス」と呼ばれた。第74回都市対抗野球大会では先発登板している。
2003年のドラフト会議において大阪近鉄バファローズに自由獲得枠で入団。オフにオリックス・ブルーウェーブと合併して近鉄は消滅したため、香月は近鉄球団最後の自由獲得枠入団選手及び最上位指名選手となった。

### 近鉄時代
2004年は早い時期から注目され新人王候補と期待されたが、肩痛など故障の影響でシーズン終盤に1試合登板したのみだった。

### オリックス時代

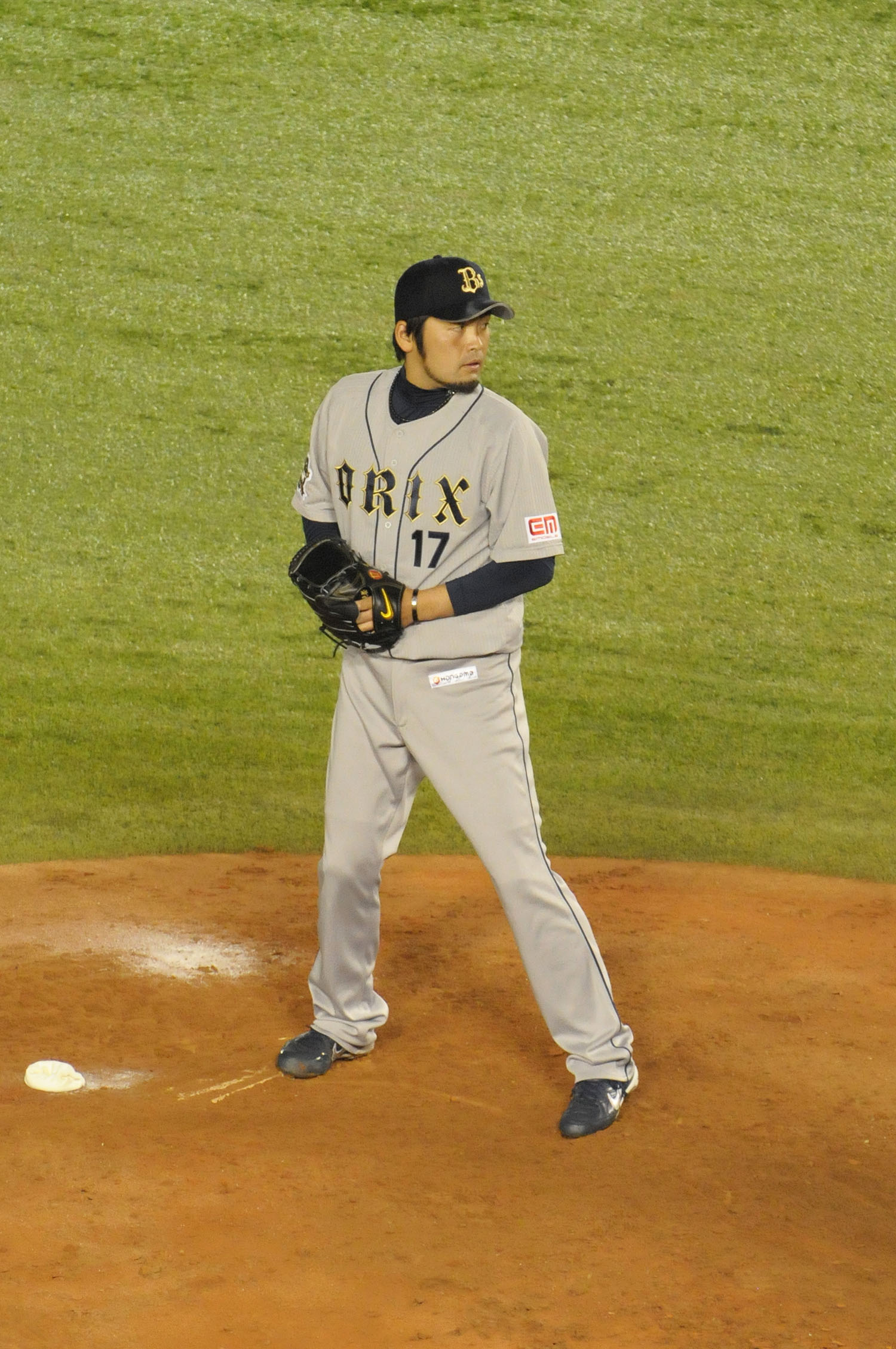
オリックス時代（2011年8月6日、QVCマリンフィールド）

2005年は球団合併に伴う分配ドラフトを経てオリックス・バファローズに移籍。開幕時は二軍だったが、5月に一軍昇格すると、5月14日の対広島戦でプロ初勝利。以後、中継ぎの一角として、右打者の内角を攻めるシュートを武器に奪三振は少ないが打たせて取る投球で、前半戦は防御率1点台をキープする安定感を見せた。シーズン成績は47試合に登板して防御率2.36と、阪神タイガースの「JFK」に倣って「KKO」と命名された菊地原毅、加藤大輔、大久保勝信らに次ぐ好成績を収めた。
2006年は先発投手の期待もかけられたが制球難のため6試合の登板で防御率は2桁、ウエスタン・リーグでも防御率5点台に終わった。
2007年も制球難のため一軍では3試合の登板に留まった。二軍では抑えとして20試合に登板して防御率1.40の成績を残した。
2008年4月11日のプロ初先発から3試合目の先発登板となった7月25日の楽天戦で、1090日ぶり、先発としてはプロ初の勝利投手となった。その後はセットアッパーとしてリリーフ陣の軸となり、9月29日の西武戦では同点の8回裏に登板して延長10回表に味方が勝ち越した1点を守りきり、この勝利でチームは9年ぶりのAクラス入りを決めた。同年はカットボールを習得することでシュートに頼りがちだった投球に幅が広がり、苦手としていた左打者を被打率.242と抑えることに成功。32試合に登板して防御率3.11を記録した。
2009年は内転筋痛と腰痛で二軍スタートだったが、シーズン初登板となった4月10日の対ロッテ戦で勝利投手となり、セットアッパーとして活躍。7月にはリーグトップの13試合に登板し防御率1.35と好投した。しかし、登板過多からか8月以降は防御率6点台と不調に陥り、最終的に防御率は4点台に悪化してしまった。それでも、リリーフ陣が軒並み不調に陥ったチーム事情もあり、シーズン通じてはリーグ2位（チームトップ）の64試合に登板して、3勝3敗20ホールド、リーグ5位（チームトップ）の23ホールドポイントを記録した。
2010年はシーズン初登板となった3月21日の楽天戦で勝利投手となる等、春先からリリーフで活躍。しかし、交流戦に入るとやや調子を落とし、5月29日の対ヤクルト戦で敗戦投手となり、ヤクルトの連敗を11で阻止し、翌日に登録抹消。だが、6月10日に再昇格すると、7月は登板5試合ながら防御率0と安定感を取り戻していった。8月28日の日本ハム戦では、連投の続いていた平野佳寿や岸田護に代わり、8回表途中から抑えを務め、1点差を守り抜いてプロ入り初セーブも記録した。また、8月19日の楽天戦には先発陣の駒が足りないチーム事情から2年ぶり4度目の先発登板を務め、苦しい台所事情を支えた。9月になると失点をする場面がやや増えたが、最終的には46試合に登板し、防御率は3.02を記録した。
2011年も、春先に一時登録抹消された以外は、ほぼ一年間一軍に帯同し、リリーフとして活躍した。前年と同数の46試合に登板しながらも、この年は左の吉野誠とのショートリリーフでの起用で1イニングに満たない登板が26試合あるなど、投球回数は登板数に満たない34イニングに留まった。それでも、防御率は2005年よりも優秀な2.12を記録し、平野・岸田の勝利の方程式に繋ぐ役割を果たした。
2012年もリリーフ右腕として開幕一軍入りを果たしたが、4月25日の対楽天戦で2/3回4失点、5月3日の対ロッテ戦で1死もとれず3失点を喫する等、勤続疲労からか不安定な投球が多くなった。それでも、FAで加入してきたミンチェの不調などで救援陣の頭数が足りなかったのもあり、平野・岸田に繋ぐリリーバーとして登板を重ねていく。5月19日の対ヤクルト戦では、3時間半ルールによる引き分けの可能性もあった延長10回裏に登板し、10球で三者凡退に退けると、11回表に川端崇義が決勝打を放ち、シーズン初勝利をあげてチームの連敗を6で阻止した。しかし、7月15日の対西武戦で満塁の場面で登板するも浅村栄斗に適時三塁打を浴び、翌日に吉野と共に二軍降格。ファームで5試合の登板を経て、8月9日に再登録されたが、9試合の登板で防御率8.21と安定感を欠き、8月26日に再び登録抹消となり、そのままシーズンを終えた。52試合で防御率5.17と不本意な成績に終わり、対日本ハム戦は防御率1.59と抑えたが、対西武戦は防御率6.00、対楽天戦・ロッテ戦は防御率9.00と打ち込まれた。

### 巨人時代
中継ぎ投手の強化を目指す巨人と先発投手が補強ポイントだったオリックスの条件が当てはまったことから、2012年11月5日、東野峻・山本和作との交換トレードにより、阿南徹と共に読売ジャイアンツへの移籍が発表された。
2013年4月9日に移籍後初の一軍昇格。4月23日の対DeNA戦では、3点差に迫られた6回無死一塁で登板し1イニングを抑え、移籍後初のお立ち台へと上がった。
しかしその後は一軍と二軍を往復することとなり、福田聡志や高木京介などと併用で1軍定着は出来なかった。
2014年よりFA宣言で入団した前広島の大竹寛に17を譲ることになり、香月の背番号は近鉄、オリックスで同僚だった高木康成が着用していた13と変更になった。この年は防御率こそ4点台だったが、リリーフ陣の一角として前年を大きく上回る41試合に登板。リーグ3連覇に貢献した。
2015年は新人の戸根千明や、中継ぎに転向した宮國椋丞らの活躍により1軍定着は出来ず移籍後最少の14試合の登板に終わった。
2016年は一軍公式戦での登板機会はなかった。イースタン・リーグの公式戦41試合に登板。防御率2.06を記録したが10月4日に、球団から戦力外通告を受けた。ちなみに、同月1日には、実弟の良仁もロッテから戦力外を通告されている。

### 巨人退団後
NPB他球団での現役続行を希望していることから、2016年11月12日には、阪神甲子園球場で開催の12球団合同トライアウトに参加。シートバッティング形式で打者3人と対戦したが、2本の安打を浴びた。ちなみに、実弟の良仁は参加しなかった。その後、引退を決意した。
現役引退後は以前から親交のあった、株式会社ネットワークファッションに入社。焼酎の商品企画と宣伝を担当、のちに同社の居酒屋の責任者を務める
。
2024年より九州アジアリーグ（ヤマエグループ 九州アジアリーグ）に準加盟し、弟の良仁が監督を務める佐賀インドネシアドリームズでコーチに就任したことが、同球団ウェブサイトにて発表されている。4月12日にリーグより発表された佐賀の登録選手では「投手兼任コーチ」と記載され、8年ぶりにプロ球団の現役に復帰することになった。コーチ就任は弟からの誘いによるもので、4月13日のチーム初の公式戦では5番手投手として登板し、1回を無失点に抑えた。最終的に5試合に登板し、炎上した試合もあって防御率は9.72であった。佐賀インドネシアドリームズは2025年1月23日に「佐賀アジアドリームズ」に球団名を変更している。

## 選手としての特徴
平均球速約139km/hの速球に、シュート、スライダー、カット・ファスト・ボールを交えて主に左右の変化で打たせて取るタイプである。他にもチェンジアップ、フォークボールなど多彩な球種を持つ。

## 詳細情報

### 年度別投手成績
| 年 度      | 球 団      | 登 板 | 先 発 | 完 投 | 完 封 | 無 四 球 | 勝 利 | 敗 戦 | セ 丨 ブ | ホ 丨 ル ド | 勝 率 | 打 者 | 投 球 回 | 被 安 打 | 被 本 塁 打 | 与 四 球 | 敬 遠 | 与 死 球 | 奪 三 振 | 暴 投 | ボ 丨 ク | 失 点 | 自 責 点 | 防 御 率 | W H I P |
| ---------- | ---------- | ----- | ----- | ----- | ----- | -------- | ----- | ----- | -------- | ----------- | ----- | ----- | -------- | -------- | ----------- | -------- | ----- | -------- | -------- | ----- | -------- | ----- | -------- | -------- | ------- |
| 2004       | 近鉄       | 1     | 0     | 0     | 0     | 0        | 0     | 0     | 0        | --          | ----  | 13    | 2.0      | 4        | 0           | 2        | 0     | 1        | 2        | 0     | 0        | 4     | 4        | 18.00    | 3.00    |
| 2005       | オリックス | 47    | 0     | 0     | 0     | 0        | 3     | 1     | 0        | 10          | .750  | 197   | 49.2     | 39       | 4           | 10       | 2     | 3        | 25       | 0     | 0        | 16    | 13       | 2.36     | 0.99    |
| 2006       | オリックス | 6     | 0     | 0     | 0     | 0        | 0     | 1     | 0        | 0           | .000  | 27    | 5.2      | 5        | 1           | 5        | 0     | 0        | 3        | 0     | 0        | 8     | 8        | 12.71    | 1.76    |
| 2007       | オリックス | 3     | 0     | 0     | 0     | 0        | 0     | 0     | 0        | 0           | ----  | 24    | 5.0      | 6        | 1           | 2        | 0     | 2        | 0        | 0     | 0        | 4     | 4        | 7.20     | 1.60    |
| 2008       | オリックス | 32    | 3     | 0     | 0     | 0        | 4     | 0     | 0        | 8           | 1.000 | 191   | 46.1     | 43       | 2           | 13       | 1     | 5        | 20       | 0     | 0        | 18    | 16       | 3.11     | 1.21    |
| 2009       | オリックス | 64    | 0     | 0     | 0     | 0        | 3     | 3     | 0        | 20          | .500  | 268   | 64.2     | 65       | 7           | 15       | 2     | 5        | 35       | 1     | 0        | 33    | 30       | 4.18     | 1.24    |
| 2010       | オリックス | 46    | 1     | 0     | 0     | 0        | 3     | 1     | 1        | 4           | .750  | 243   | 56.2     | 60       | 3           | 14       | 0     | 4        | 35       | 3     | 0        | 22    | 19       | 3.02     | 1.31    |
| 2011       | オリックス | 46    | 0     | 0     | 0     | 0        | 1     | 2     | 0        | 16          | .333  | 141   | 34.0     | 31       | 0           | 6        | 0     | 3        | 15       | 0     | 0        | 9     | 8        | 2.12     | 1.09    |
| 2012       | オリックス | 52    | 0     | 0     | 0     | 0        | 1     | 2     | 0        | 10          | .333  | 176   | 40.0     | 42       | 2           | 15       | 1     | 2        | 21       | 1     | 0        | 23    | 23       | 5.18     | 1.43    |
| 2013       | 巨人       | 19    | 0     | 0     | 0     | 0        | 0     | 0     | 0        | 3           | .000  | 82    | 19.0     | 24       | 3           | 5        | 0     | 0        | 8        | 0     | 0        | 13    | 13       | 6.16     | 1.53    |
| 2014       | 巨人       | 41    | 0     | 0     | 0     | 0        | 3     | 0     | 2        | 6           | 1.000 | 148   | 36.1     | 37       | 1           | 9        | 1     | 1        | 19       | 0     | 0        | 18    | 17       | 4.21     | 1.27    |
| 2015       | 巨人       | 14    | 0     | 0     | 0     | 0        | 0     | 0     | 0        | 0           | .000  | 58    | 14.1     | 14       | 2           | 2        | 0     | 0        | 5        | 0     | 0        | 9     | 6        | 3.77     | 1.12    |
| 通算：12年 | 通算：12年 | 371   | 4     | 0     | 0     | 0        | 18    | 10    | 3        | 77          | .643  | 1568  | 373.2    | 370      | 26          | 98       | 7     | 26       | 188      | 5     | 0        | 177   | 161      | 3.88     | 1.25    |

### 記録
- 初登板：2004年9月23日、対オリックス・ブルーウェーブ26回戦（大阪ドーム）、7回表に3番手で救援登板、2回4失点
- 初奪三振：同上、7回表に牧田勝吾から
- 初ホールド：2005年5月8日、対中日ドラゴンズ3回戦（スカイマークスタジアム）、6回表に4番手で救援登板、2回無失点
- 初勝利：2005年5月14日、対広島東洋カープ2回戦（スカイマークスタジアム）、8回表2死に5番手で救援登板、1/3回無失点
- 初先発：2008年4月11日、対東北楽天ゴールデンイーグルス4回戦（クリネックススタジアム宮城）、6回4失点
- 初先発勝利：2008年7月25日、対東北楽天ゴールデンイーグルス15回戦（京セラドーム大阪）、5回1失点
- 初セーブ：2010年8月28日、対北海道日本ハムファイターズ18回戦（京セラドーム大阪）、8回表1死に3番手で救援登板・完了、1回2/3を無失点

### 背番号
- 17 （2004年 - 2013年）
- 13 （2014年 - 2016年）
- 88 （2024年 - ）